# Love gone
『Love gone』（ラブ ゴーン）は、小松未歩の12枚目のシングル。2001年1月31日にGIZA studioより発売された。規格品番はGZCA-1060。

## 概要
- 本シングルには「手放した恋を想う時、聴きたい歌がある」とのキャッチコピーが取られていた。
- 「あなたがいるから」「君の瞳には映らない」「Love gone」と、シングル恋愛三部作と題してリリースされた第3弾作品であり、4枚目のアルバム『小松未歩 4 〜A thousand feelings〜』のキャッチコピーである「過去（きのう）の恋、現在（きょう）の恋、未来（あした）の恋がここにあります。」の中では「過去（きのう）の恋」に位置する楽曲である。

## 収録曲
全作詞・作曲／小松未歩 全編曲／大賀好修
1. Love gone
TBS系列『ココロTV』エンディングテーマ。
日音制作音楽番組『P.S. 〜Pop Shake〜』2001年2月度オープニングテーマ。
プロモーションビデオは大阪府の阪堺電車の1車両を借り切って撮影された。
出版者:日音、ギザミュージック
2. これ以外の愛は永遠に続く
出版者:ギザミュージック
3. Love gone <instrumental>

## 収録アルバム
- 『小松未歩 4 〜A thousand feelings〜』(#1) ※Album Mix
- 『GIZA studio Masterpiece BLEND 2001』(#1)
- 『小松未歩 ベスト 〜once more〜』(#1)